# Campeonato Mundial de Ciclismo em Pista de 2020
O CXVII Campeonato Mundial de Ciclismo em Pista celebra-se de 26 de fevereiro a 1 de março em Berlim (Alemanha) baixo a organização da União Ciclista Internacional (UCI) e a Federação Alemã de Ciclismo.
As competições realizam-se no Velódromo de Berlim. Disputar-se-ão 19 provas, 10 masculinas e 9 femininas.

## Calendário
| ● | Preliminares | F | Final |

| Data                 | Qu 26       | Qu 27       | Se 28       | Sa 29       | Do 01       |
| Hora→ Prova ↓        | 18:00-22:00 | 18:30-21:30 | 18:30-22:15 | 16:30-19:45 | 14:00-17:10 |
| -------------------- | ----------- | ----------- | ----------- | ----------- | ----------- |
| Velocidade ind.      |             |             |             | ●           | F           |
| Velocidade por eqs.  | F           |             |             |             |             |
| Perseguição ind.     |             |             | F           |             |             |
| Perseguição por eqs. | ●           | F           |             |             |             |
| 1 km contrarrelógio  |             |             | F           |             |             |
| Pontuação            |             |             | F           |             |             |
| Scratch              |             | F           |             |             |             |
| Keirin               |             | F           |             |             |             |
| Madison              |             |             |             |             | F           |
| Omnium               |             |             |             | F           |             |

| Data                 | Qu 26       | Qu 27       | Se 28       | Sa 29       | Do 01       |
| Hora→ Prova ↓        | 18:00-22:00 | 18:30-21:30 | 18:30-22:15 | 16:30-19:45 | 14:00-17:10 |
| -------------------- | ----------- | ----------- | ----------- | ----------- | ----------- |
| Velocidade ind.      |             | ●           | F           |             |             |
| Velocidade por eqs.  | F           |             |             |             |             |
| Perseguição ind.     |             |             |             | F           |             |
| Perseguição por eqs. | ●           | F           |             |             |             |
| 500 m contrarrelógio |             |             |             | F           |             |
| Pontuação            |             |             |             |             | F           |
| Scratch              | F           |             |             |             |             |
| Keirin               |             |             |             |             | F           |
| Madison              |             |             |             | F           |             |
| Omnium               |             |             | F           |             |             |

1. 1 2  Hora local de Berlim: UTC+1.
2. 1 2  Consiste em quatro provas: scratch, tempo, eliminação e pontuação.

## Medalhistas

### Masculino
| Evento                          | Ouro                                                                                                 | Prata                                                                                                 | Bronze |
| ------------------------------- | --- | --- | --- |
| Velocidade individual (01.03)   | Harrie Lavreysen · Países Baixos                                                                     | Jeffrey Hoogland · Países Baixos                                                                      | Azizulhasni Awang · Malásia                                                                                  |
| Velocidade por equipas (26.02)  | Países Baixos · Jeffrey Hoogland · Harrie Lavreysen · Roy van den Berg · Matthijs Büchli · 41,225 RM | Reino Unido · Jack Carlin · Jason Kenny · Ryan Owens · 42,400                                         | Austrália · Thomas Cornish · Nathan Hart · Matthew Richardson · 42,829                                       |
| Perseguição individual (28.02)  | Filippo Ganna · Itália · 4:03,875                                                                    | Ashton Lambie · Estados Unidos · 4:08,048                                                             | Corentin Ermenault · França · 4:09,921                                                                       |
| Perseguição por equipas (27.02) | Dinamarca · Lasse Norman Hansen · Julius Johansen · Frederik Madsen · Rasmus Pedersen · 3:44,672 RM  | Nova Zelândia · Aaron Gate · Jordan Kerby · Campbell Stewart · Corbin Strong · Regan Gough · 3:49,713 | Itália · Simone Consonni · Filippo Ganna · Francesco Lamon · Jonathan Milan · Michele Scartezzini · 3:47,511 |
| 1 km contrarrelógio (28.02)     | Sam Ligtlee · Países Baixos · 59,495                                                                 | Quentin Lafargue · França · 59,749                                                                    | Michaël D'Almeida · França · 1:00,103                                                                        |
| Carreira por pontos (28.02)     | Corbin Strong · Nova Zelândia · 58 pts.                                                              | Sebastián Mora Vedri · Espanha · 40 pts.                                                              | Roy Eefting · Países Baixos · 36 pts.                                                                        |
| Scratch (27.02)                 | Yauheni Karaliok · Bielorrússia                                                                      | Simone Consonni · Itália                                                                              | Sebastián Mora Vedri · Espanha                                                                               |
| Keirin (27.02)                  | Harrie Lavreysen · Países Baixos                                                                     | Yuta Wakimoto · Japão                                                                                 | Azizulhasni Awang · Malásia                                                                                  |
| Madison (01.03)                 | Lasse Norman Hansen · Michael Mørkøv · Dinamarca · 62 pts.                                           | Campbell Stewart · Aaron Gate · Nova Zelândia · 33 pts.                                               | Roger Kluge · Theo Reinhardt · Alemanha · 32 pts.                                                            |
| Omnium (29.02)                  | Benjamin Thomas · França · 158 pts.                                                                  | Jan-Willem van Schip · Países Baixos · 135 pts.                                                       | Matthew Walls · Reino Unido · 117 pts.                                                                       |

### Feminino
| Evento                          | Ouro                                                                                     | Prata                                                                                                   | Bronze                                                                              |
| ------------------------------- | ---------------------------------------------------------------------------------------- | --- | ----------------------------------------------------------------------------------- |
| Velocidade individual (28.02)   | Emma Hinze · Alemanha                                                                    | Anastasia Voinova · Rússia                                                                              | Lee Wai Sze · Hong Kong                                                             |
| Velocidade por equipas (26.02)  | Alemanha · Pauline Grabosch · Emma Hinze · Lea Friedrich · 32,163                        | Austrália · Kaarle McCulloch · Stephanie Morton · 32,384                                                | China · Chen Feifei · Zhong Tianshi · 32,371                                        |
| Perseguição individual (29.02)  | Chloé Dygert · Estados Unidos · 3:16,937 RM                                              | Lisa Brennauer · Alemanha · 3:23,229                                                                    | Franziska Brauße · Alemanha · 3:24,284                                              |
| Perseguição por equipas (27.02) | Estados Unidos · Jennifer Valente · Chloé Dygert · Emma White · Lily Williams · 4:11,235 | Reino Unido · Elinor Barker · Katie Archibald · Eleanor Dickinson · Neah Evans · Laura Kenny · 4:13,129 | Alemanha · Franziska Brauße · Lisa Brennauer · Lisa Klein · Gudrun Stock · 4:12,964 |
| 500 m contrarrelógio (29.02)    | Lea Friedrich · Alemanha · 33,121                                                        | Jessica Salazar Valles · México · 33,154                                                                | Miriam Vece · Itália · 33,171                                                       |
| Carreira por pontos (01.03)     | Elinor Barker · Reino Unido · 50 pts.                                                    | Jennifer Valente · Estados Unidos · 34 pts.                                                             | Anita Stenberg · Noruega · 33 pts.                                                  |
| Scratch (26.02)                 | Kirsten Wild · Países Baixos                                                             | Jennifer Valente · Estados Unidos                                                                       | Maria Martins · Portugal                                                            |
| Keirin (01.03)                  | Emma Hinze · Alemanha                                                                    | Lee Hye-Jin Coreia do Sul                                                                               | Stephanie Morton · Austrália                                                        |
| Madison (29.02)                 | Kirsten Wild · Amy Pieters · Países Baixos · 36 pts.                                     | Clara Copponi · Marie Le Net · França · 24 pts.                                                         | Letizia Paternoster · Elisa Balsamo · Itália · 20 pts.                              |
| Omnium (28.02)                  | Yumi Kajihara · Japão · 121 pts.                                                         | Letizia Paternoster · Itália · 109 pts.                                                                 | Daria Pikulik · Polónia · 100 pts.                                                  |

## Medalheiro
| Ordem | País           | Medalha de ouro | Medalha de prata | Medalha de bronze | Total |
| ----- | -------------- | --------------- | ---------------- | ----------------- | ----- |
| 1     | Países Baixos  | 6               | 2                | 1                 | 9     |
| 2     | Alemanha       | 4               | 1                | 3                 | 8     |
| 3     | Estados Unidos | 2               | 3                | 0                 | 5     |
| 4     | Dinamarca      | 2               | 0                | 0                 | 2     |
| 5     | Itália         | 1               | 2                | 3                 | 6     |
| 6     | França         | 1               | 2                | 2                 | 5     |
| 7     | Reino Unido    | 1               | 2                | 1                 | 4     |
| 8     | Nova Zelândia  | 1               | 2                | 0                 | 3     |
| 9     | Japão          | 1               | 1                | 0                 | 2     |
| 10    | Bielorrússia   | 1               | 0                | 0                 | 1     |
| 11    | Austrália      | 0               | 1                | 2                 | 3     |
| 12    | Espanha        | 0               | 1                | 1                 | 2     |
| 13    | Coreia do Sul  | 0               | 1                | 0                 | 1     |
| 13    | México         | 0               | 1                | 0                 | 1     |
| 13    | Rússia         | 0               | 1                | 0                 | 1     |
| 16    | Malásia        | 0               | 0                | 2                 | 2     |
| 17    | China          | 0               | 0                | 1                 | 1     |
| 17    | Hong Kong      | 0               | 0                | 1                 | 1     |
| 17    | Noruega        | 0               | 0                | 1                 | 1     |
| 17    | Polónia        | 0               | 0                | 1                 | 1     |
| 17    | Portugal       | 0               | 0                | 1                 | 1     |
|       | TOTAL          | 20              | 20               | 20                | 60    |